# Chiapas
Chiapas este unul din cele 31 de state federale ale Mexicului. Statul este situat în sud-estul Mexicului, iar capitala sa este orașul Tuxtla Gutierrez.